# Atascadero
Atascadero é uma cidade localizada no estado americano da Califórnia, no Condado de San Luis Obispo. Foi incorporada em 2 de julho de 1979.

## Geografia
De acordo com o United States Census Bureau, a cidade tem uma área de 67,7 km², onde 66,4 km² estão cobertos por terra e 1,3 km² por água.

### Localidades na vizinhança
O diagrama seguinte representa as localidades num raio de 24 km ao redor de Atascadero. 

## Demografia
Segundo o censo nacional de 2010, a sua população é de 28 310 habitantes e sua densidade populacional é de 426,31 hab/km². Possui 11 505 residências, que resulta em uma densidade de 173,25 residências/km².